# Groß Midlum

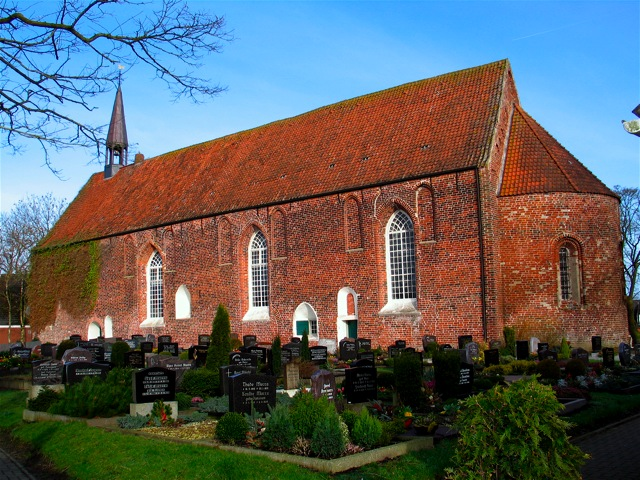
Südmauer der Kirche Groß Midlum mit östlicher Apsis

Groß Midlum ist ein Ortsteil von Hinte (eine Gemeinde im Landkreis Aurich in Ostfriesland) mit etwa 760 Einwohnern.

## Geschichte
Der Dorfkern wurde auf einer Warft im Kleimarschgebiet errichtet, die heute noch deutlich zu erkennen ist. Der Ort Midlum ehemals „Middilhem“ wurde schon um 1000 erwähnt, der Namenszusatz „Groß“ wurde seit dem 16. Jahrhundert verwendet, um eine Verwechslung mit dem Ort Midlum im Rheiderland zwischen Jemgum und Hatzum zu vermeiden. Groß Midlum war ein alter Häuptlingssitz in Ostfriesland, der über eine Burg verfügte, die als eine der schönsten Bauten der Krummhörn galt. Die gesamte Burganlage wurde allerdings vor ca. 200 Jahren abgebrochen, lediglich eine Außenmauer des Burggeländes ist noch erhalten.
Die Burg in Groß Midlum erscheint erst um 1500 in der historischen Überlieferung, als Häuptling Reemt Reersna dort saß. 1565 kaufte die Familie von Diepholt aus Emden das Anwesen. Deren Erbtochter heiratete Joost Ernst von dem Apelle, der aus dem Lüneburger Raum stammte. Unter Heinrich Bernhard von dem Appelle kam es zu kriegerischen Auseinandersetzungen zwischen den ostfriesischen Ständen, deren führender Kopf er war, und Georg Albrecht von Ostfriesland um Fragen der Steuerhoheit. Dieser sog. Appell-Krieg dauerte von 1725 bis 1727 und ging für die Stände verloren. Apelle musste sich nach Emden zurück und bekam Groß-Midlum erst nach dem Tod des letzten ostfriesischen Fürsten 1744 zurück. 1792 kaufte die Familie ten Doornkaat-Koolman das Anwesen. 1830 wurden die Gebäude abgebrochen, auch ein neues, südlicher gelegenes Herrenhaus riss man bereits in den 1960er Jahren wieder ab.
Groß-Midlum zählte in der Hannoverschen Zeit Ostfrieslands zum Amt Emden (1824), darin zur Vogtei Larrelt und darin wiederum zur Untervogtei Larrelt, der neben dem Hauptort und Groß-Midlum auch Wybelsum, Twixlum, Logumer Vorwerk, Freepsum und Westerhusen angehörten.
Jahrhundertelang waren die natürlichen Tiefs und die Entwässerungskanäle, die die Krummhörn in einem dichten Netz durchziehen, der wichtigste Verkehrsträger. Über Gräben und Kanäle waren nicht nur die Dörfer, sondern auch viele Hofstellen mit der Stadt Emden und dem Hafenort Greetsiel verbunden. Besonders der Bootsverkehr mit Emden war von Bedeutung. Dorfschiffer übernahmen die Versorgung der Orte mit Gütern aus der Stadt und lieferten in der Gegenrichtung landwirtschaftliche Produkte: „Vom Sielhafenort transportierten kleinere Schiffe, sog. Loogschiffe, die umgeschlagene Fracht ins Binnenland und versorgten die Marschdörfer (loog = Dorf). Bis ins 20. Jahrhundert belebten die Loogschiffe aus der Krummhörn die Kanäle der Stadt Emden.“ Bereits 1824 schrieb der Kulturhistoriker Fridrich Arends in seiner Erdbeschreibung des Fürstenthums Ostfriesland und des Harlingerlandes: „Mit Wasser ist kein Amt reichlicher versehen wie dieses. (…) Im Winter und Frühling geschieht der Transport des Korns und sonstiger Güter sowohl in diesem als im Greetmer Amt immer zu Wasser, welches bei den schlechten Kleiwegen in der Jahreszeit außerordentlichen Nutzen hat.“
Torf, der zumeist in den ostfriesischen Fehnen gewonnen wurde, spielte über Jahrhunderte eine wichtige Rolle als Heizmaterial für die Bewohner der Krummhörn. Die Torfschiffe brachten das Material auf dem ostfriesischen Kanalnetz bis in die Dörfer der Krummhörn, darunter auch nach Groß-Midlum. Auf ihrer Rückfahrt in die Fehnsiedlungen nahmen die Torfschiffer oftmals Kleiboden aus der Marsch mit, mit dem sie zu Hause ihre abgetorften Flächen düngten. „Zeitzeugen haben von diesen Abgrabungen der Fehnschiffer berichtet. So soll der Fehnschiffer Köster aus Großefehn in Groß-Midlum nahe der Kirche Erde abgetragen haben.“
Im April 1919 kam es zu sogenannten „Speckumzügen“ Emder Arbeiter, an die sich Landarbeiterunruhen anschlossen. Zusammen mit dem Rheiderland war der Landkreis Emden der am stärksten von diesen Unruhen betroffene Teil Ostfrieslands. Arbeiter brachen in geschlossenen Zügen in die umliegenden Dörfer auf und stahlen Nahrungsmittel bei Bauern, wobei es zu Zusammenstößen kam. Die Lage beruhigte sich erst nach der Entsendung von in der Region stationierten Truppen der Reichswehr. Als Reaktion darauf bildeten sich in fast allen Ortschaften in der Emder Umgebung Einwohnerwehren. Die Einwohnerwehr Groß-Midlums umfasste 33 Personen. Diese verfügten über 18 Waffen. Aufgelöst wurden die Einwohnerwehren erst nach einem entsprechenden Erlass des preußischen Innenministers Carl Severing am 10. April 1920.
Umfasste der landwirtschaftlich geprägt Ort bis 1925 nicht über 400 Einwohner, so wuchs er bis in die heutige Zeit auf nahezu die doppelte Anzahl an Gemeindegliedern an. Mehrere ausgelagerte Neubausiedlungen umgeben inzwischen die Warft.
Bis zum 1. Juli 1972 war Groß Midlum eine eigenständige Gemeinde. Sie hatte von 1899 bis 1963 eine Anbindung an die Bahnstrecke Emden-Pewsum–Greetsiel (ab 1906). Der ehemalige Bahnhof ist heute die Dorfgaststätte „Midlumer Scheune“.

## Persönlichkeiten
- Zu den in Groß Midlum geborenen Persönlichkeiten zählt Dodo Wildvang.